# Jacopo Filiasi
Jacopo Filiasi, Iacopo  Filiasi, Giacomo F. Filiasi ou Jacobus Filiasil (1750 à Venise, Italie – 17 février 1829 à Venise ou Trevignano, Italie) est un historien et physicien italien.

## Biographie
Jacopo Filiasi est un comte (comes) italien,.
Il est surtout connu pour son Memorie storiche de’ Veneti primi e secondi, une histoire de la Vénétie. Il a aussi publié sur l'astronomie, la fiscalité, le commerce et l'économie,.

## Œuvres
- Delle Strade romane che passavano anticamente pel Mantovano, dissertazione letta alla R. Accademia di Mantova, dal conte Giacomo Filiasi, chez Stamperia di S. Costa, 1792
- Lettere familiari astronomiche
- Memoria delle procelle che annualmente sogliono regnare nelle maremme veneziane, del signor co. Giacomo Filiasi, chez A. Zatta e figli editore, 1794
- Memorie storiche de’ Veneti primi e secondi, del conte Giacomo Filiasi
  - texte de 1796
  - texte de 1798
  - texte de 1812
  - texte de 1814
- Ricerche storico-critiche da Giacomo Filiasi sull’opportunità della laguna veneta pel commercio, sull’ arti e sulla marina di questo stato, chez G. A. Curti, 1803
- Saggio sopra i Veneti primi da G. Filiasi, chez P. Savioni, 1781
- Osservazioni sopra l'opera Memorie storiche dello stato antico e moderno delle lagune di Venezia di Bernardino Zendrini